# Had Al Gharbia
Had Al Gharbia (en àrab حد الغربية, Ḥad al-Ḡarbiyya; en amazic ⵃⴷⴷ ⵖⵔⴱⵢⵢⴰ) és una comuna rural de la prefectura de Tanger-Assilah, a la regió de Tànger-Tetuan-Al Hoceima, al Marroc. Segons el cens de 2014 tenia una població total de 12.274 persones.